# Surangama soetra
De Śūraṅgama Sūtra is een Mahayana soetra en een van de belangrijkste teksten in het Chinese Chan. Śūraṅ betekent "behorend tot een held of braaf persoon". Gama betekent "stijl van stappen of methode voor het maken van vooruitgang".
De naam van de soetra in het Chinees luidt voluit 大佛頂如來密因修證了義諸菩薩萬行首楞嚴經 (Da foding rulai miyin xiuzheng liaoyi zhupusa wanxing shoulengyan jing). De naam wordt vaak afgekort tot 大佛頂首楞嚴經 (Da foding shoulengyan jing) of nog korter 楞嚴經 (lengyanjing).
Volgens de Surangama soetra in het Chinees werd deze soetra in 705 door Sramana Paramiti van Centraal-India vertaald in het Chinees en later verbeterd door Śramaṇa Meghashikara van Oddiyana. In China aangekomen werd het door keizerin Wu Zetians verbannen minister Fang Yong verbeterd.